# 1174 w literaturze
Wydarzenia literackie w 1174 roku.

## Urodzili się
- Święty Sawa, pierwszy arcybiskup Serbii, autor tekstów religijnych (zm. 1236)

## Zmarli
- Wace z Jersey, pisarz francuski (ur. ok. 1100)